# Cisapride
Cisapride là một tác nhân tiêu hóa, một loại thuốc làm tăng nhu động ở đường tiêu hóa trên. Nó hoạt động trực tiếp như một chất chủ vận thụ thể serotonin 5-HT 4 và gián tiếp như một chất đối giao cảm. Kích thích các thụ thể serotonin làm tăng giải phóng acetylcholine trong hệ thống thần kinh ruột. Nó đã được bán dưới tên thương mại Prepulsid (Janssen-Ortho) và Propulsid (tại Hoa Kỳ). Nó được phát hiện bởi Janssen Pharmaceutica vào năm 1980. Ở nhiều quốc gia, nó đã bị rút khỏi thị trường hoặc bị hạn chế chỉ định do các tác dụng phụ nghiêm trọng của tim.
Các chế phẩm thương mại của thuốc này là hỗn hợp chủng của cả hai chất đối vận của hợp chất. Các enantome (+) tự nó có tác dụng dược lý chính và không gây ra nhiều tác dụng phụ có hại của hỗn hợp.

## Sử dụng trong y tế
Cisapride đã được sử dụng để điều trị bệnh trào ngược dạ dày thực quản (GERD). Không có bằng chứng nó có hiệu quả cho việc sử dụng này ở trẻ em. Nó cũng làm tăng việc làm rỗng dạ dày ở những người mắc bệnh dạ dày tiểu đường. Bằng chứng cho việc sử dụng nó trong táo bón là không rõ ràng.
Ở nhiều quốc gia, nó đã bị rút hoặc bị hạn chế chỉ định vì các báo cáo về hội chứng QT dài tác dụng phụ, có thể gây rối loạn nhịp tim. Cơ quan Quản lý Thực phẩm và Dược phẩm Hoa Kỳ (FDA) đã ban hành một lá thư cảnh báo cho các bác sĩ, và cisapride đã tự nguyện bị loại khỏi thị trường Hoa Kỳ vào ngày 14 tháng 7 năm 2000. Việc sử dụng nó ở châu Âu cũng bị hạn chế. Nó đã bị cấm ở Ấn Độ và Philippines vào năm 2011.

## Sử dụng thú y
Cisapride vẫn có sẵn ở Hoa Kỳ và Canada để sử dụng cho động vật và thường được bác sĩ thú y kê toa để điều trị megacolon ở mèo.
Cisapride cũng thường được sử dụng để điều trị ứ máu GI ở thỏ, đôi khi kết hợp với metoclopramide (Reglan).

## Động học
Sinh khả dụng đường uống của cisapride là khoảng 33%. Nó bị bất hoạt chủ yếu bởi chuyển hóa ở gan bởi CYP3A4 với thời gian bán hủy là 10 giờ. Nên giảm liều thuốc trong trường hợp bệnh gan.

## Dược lý và cơ chế tác dụng
Là một tác nhân prokinetic làm tăng nhu động đường tiêu hóa, cisapride hoạt động như một chất chủ vận serotonin chọn lọc trong phân nhóm thụ thể 5-HT 4. Cisapride cũng làm giảm các triệu chứng giống táo bón bằng cách gián tiếp kích thích giải phóng acetylcholine trong các thụ thể muscarinic.